# Per Andersson i Skenda
Per Andersson (i riksdagen kallad Andersson i Skenda), född 7 januari 1769 i Björnlunda socken, död där 27 december 1850, var en svensk riksdagsman i bondeståndet.
Andersson företrädde Selebo, Daga och Åkers härader av Södermanlands län vid den urtima riksdagen 1812.